# Tuy (Batangas)
Tuy is een gemeente in de Filipijnse provincie Batangas op het eiland Luzon. Bij de laatste census in 2010 telde de gemeente bijna 41 duizend inwoners.

## Geografie

### Bestuurlijke indeling
Tuy is onderverdeeld in de volgende 22 barangays:
| - Acle - Bayudbud - Bolboc - Burgos - Dalima - Dao - Guinhawa - Lumbangan - Luntal - Magahis - Malibu | - Mataywanac - Palincaro - Luna - Rizal - Rillo - Putol - Sabang - San Jose - Talon - Toong - Tuyon-tuyon |

## Demografie
Tuy had bij de census van 2010 een inwoneraantal van 40.734 mensen. Dit waren 444 mensen (1,1%) meer dan bij de vorige census van 2007. Ten opzichte van de census van 2000 was het aantal inwoners gegroeid met 5.062 mensen (14,2%). De gemiddelde jaarlijkse groei in die periode kwam daarmee uit op 1,34%, hetgeen lager was dan het landelijk jaarlijks gemiddelde over deze periode (1,90%).

De bevolkingsdichtheid van Tuy was ten tijde van de laatste census, met 40.734 inwoners op 94,65 km², 430,4 mensen per km².
Agoncillo · Alitagtag · Balayan · Balete · Batangas City · Bauan · Calaca · Calatagan · Cuenca · Ibaan · Laurel · Lemery · Lian · Lipa · Lobo · Mabini · Malvar · Mataasnakahoy · Nasugbu · Padre Garcia · Rosario · San Jose · San Juan · San Luis · San Nicolas · San Pascual · Santa Teresita · Santo Tomas · Taal · Talisay · Tanauan · Taysan · Tingloy · Tuy